# Persico (Persico Dosimo)
Persico (Pérsech in dialetto cremonese) è un centro abitato d'Italia, frazione del comune di Persico Dosimo, In precedenza era comune autonomo.
Al censimento del 21 ottobre 2001 contava 122 abitanti.

## Geografia fisica
Il centro abitato è sito a 46 m sul livello del mare.

## Storia
Persico è un piccolo centro agricolo di antica origine, già parte del contado di Cremona.
Nel 1757 risultava che al comune di Persico erano aggregate le frazioni di Persichello e Acqualunga Sant' Abbondio.
Nel 1810, durante l'età napoleonica, vennero aggregati al comune di Persico i comuni di Barbiselle, Bettenesco, Bertana, Carpaneda, Prato e Solarolo del Persico; tutti recuperarono l'autonomia con il ritorno degli Austriaci.
Nel 1867 venne aggregato al comune di Persico il comune di Bettenesco.
Nel 1928 il comune di Persico venne fuso con il comune di Carpaneta con Dosimo, formando il comune di Persico Dosimo.

## Edifici
A Persico si trova l'omonima chiesa, dedicata ai santi Cosma e Damiano con annesso oratorio. Nel paese sono situati anche una chiesa e un ambulatorio entrambi abbandonati.

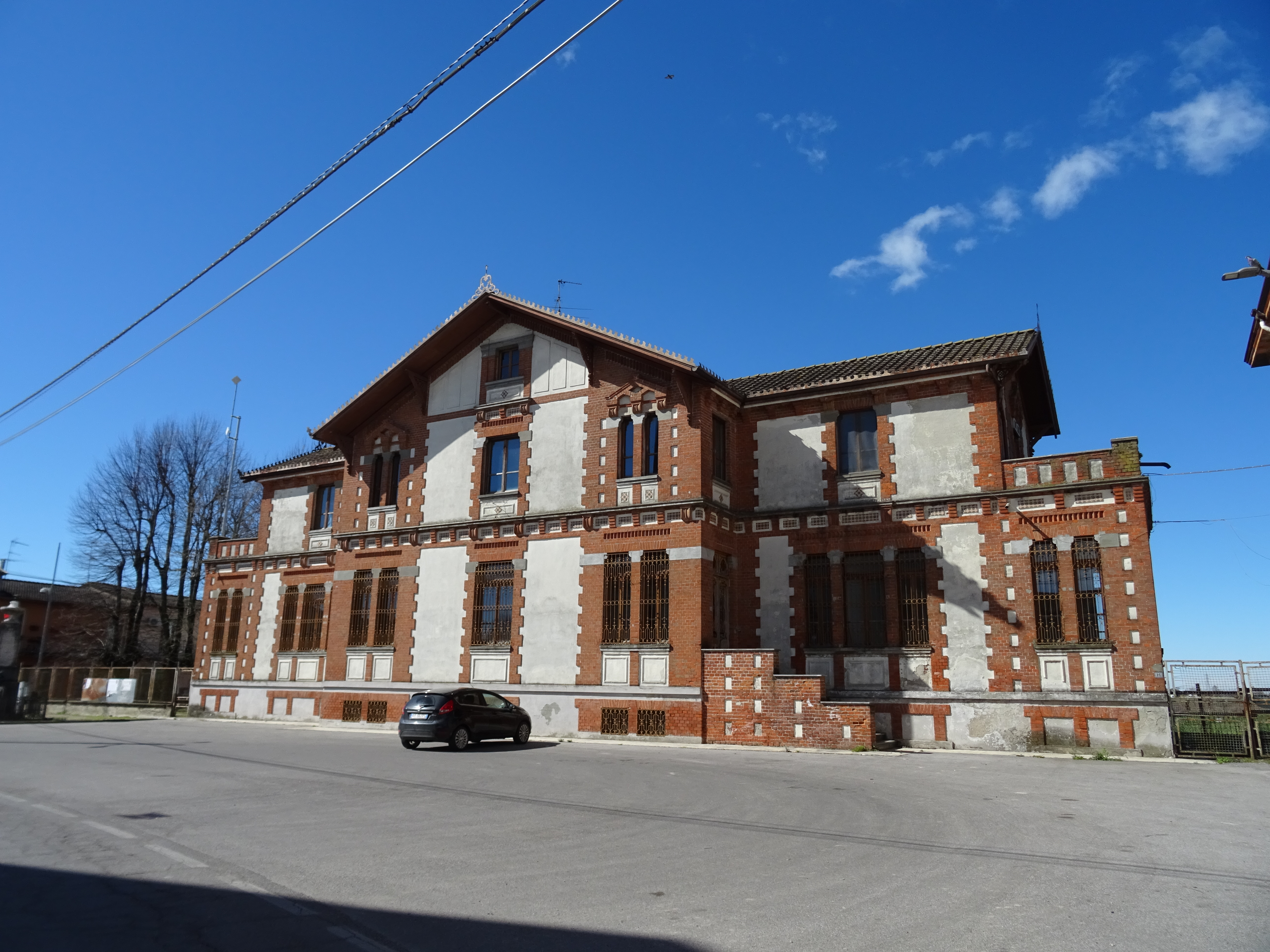
La scuola abbandonata di Persico